# Nicolas Grimal
Pour les articles homonymes, voir Grimal.
Ne doit pas être confondu avec Nicolas Grimaldi.
Nicolas Grimal, né le 13 novembre 1948 à Libourne (Gironde), est un historien, archéologue et égyptologue français.
Professeur émérite des universités,  il est professeur au Collège de France entre 2000 et 2020 et secrétaire perpétuel de l'Académie des inscriptions et belles-lettres depuis 2022.

## Biographie

### Parcours
Agrégé de lettres classiques en 1971, Nicolas Grimal poursuit des études en égyptologie et soutient une thèse de 3e cycle en 1977 intitulée La stèle triomphale de Piânkhy au musée du Caire (université Paris-Sorbonne). Il soutient en 1984 une thèse de doctorat d'État, intitulée Les termes de la propagande royale égyptienne de la XIXe dynastie égyptienne à la conquête d’Alexandre à l'université Paris-IV.
Il est assistant à l'université Paris-Sorbonne de 1970 à 1977, maître de conférences à l'université Université Paul-Valéry-Montpellier de 1982 à 1988, puis il est nommé professeur d'égyptologie à l'université Paris IV-Sorbonne en 1988. En 2000, il est nommé professeur au Collège de France, où il est titulaire de la chaire d'égyptologie jusqu'en 2020.
De 1977 à 1981, il est membre scientifique, puis, de 1989 à 1999, directeur de l'Institut français d'archéologie orientale au Caire. Il est directeur scientifique du Centre franco-égyptien d'étude des temples de Karnak (CFEETK) de 1990 à 2005 et membre de l'unité de recherche Orient et Méditerranée (UMR 8152) et du Centre de documentation de l'Institut des Civilisations (UMS 2409) du Centre national de la recherche scientifique (CNRS).
Membre de la Société française d'égyptologie, de la Société asiatique, de la Société d'exploration de l'Égypte, de l'Association égyptologique Reine Élisabeth et de l'Association internationale des égyptologues. Il est également membre du conseil d'administration de la Société d'Archéologie Copte et membre fondateur de l’Association internationale pour l’Étude du Droit égyptien antique ainsi que de l’Association internationale Égyptologie et Informatique. Depuis 2014, il occupe le poste du secrétaire général de la Commission consultative des fouilles françaises à l'étranger du Ministère des Affaires étrangères.
Membre de l'Académie des inscriptions et belles-lettres depuis 2006 (président en 2020), de l'Académie des sciences d'outre-mer (2016) et de l'Institut d'Égypte (1994), il est en outre membre étranger de l'Institut archéologique allemand (1994) et de l'Académie autrichienne des sciences (2008). En février 2022, il est élu secrétaire perpétuel de l'Académie des inscriptions et belles-lettres,.

### Vie privée
Nicolas Grimal est le fils du latiniste Pierre Grimal, le frère du sanskritiste François Grimal et le demi-frère de la latiniste Florence Dupont. Il est le père du violoniste David Grimal et de la saxophoniste Alexandra Grimal.
Marié à l'historienne Nathalie Beaux, il est de confession chrétienne orthodoxe.

## Principales publications
- Études sur la propagande royale égyptienne, 1, La stèle triomphale de Pi-ânkh-y au musée du Caire, JE 48862 et 47086-47089, no 105, Le Caire, éd. MIFAO, 1981.
- Études sur la propagande royale égyptienne, 2, quatre stèles napatéennes au musée du Caire, JE 48863-48866, no 106, Le Caire, éd. MIFAO, 1981.
- Prospection et sauvegarde des Antiquités de l'Égypte (Actes de la table ronde organisée à l'occasion du centenaire de l'IFAO) [sous la dir. de], Le Caire, éd. IFAO, coll. « Bibliothèque d'étude », 1981.
- Les termes de la propagande royale égyptienne de la XIXe dynastie à la conquête d'Alexandre, no 6, Paris, éd. Imprimerie nationale, Paris, 1986 (Mémoires de l'académie des inscriptions et belles-lettres).
- Histoire de l'Égypte ancienne, Paris, éd. Fayard, 1988[10].
- Le commerce en Égypte ancienne (avec Bernadette Menu), Le Caire, éd. IFAO, coll. « Bibliothèque d'étude no 121 », 1998.
- Les critères de datation stylistiques à l'Ancien Empire, [sous la dir. de], Le Caire, éd. IFAO, coll. « Bibliothèque d'étude », 1998.
- Leçon inaugurale (faite le mardi 10 mars 2000), Paris, éd. Collège de France, 2000.
- Leçon inaugurale (faite le mardi 24 octobre 2000), Paris, éd. Collège de France, 2000.
- Événement, récit, histoire officielle : l'écriture de l'histoire dans les monarchies antiques, [sous la dir. de], Paris, éd. Cybèle, 2000.
- Hommages à Fayza Haikal [sous la dir. de], Le Caire, éd. IFAO, 2000.
- Soleb. VI, Hommages à Michela Schiff Giorgin, [sous la dir. de], Paris, éd. IFAO, 2013.
- Image et conception du monde dans les écritures figuratives, [sous la dir. de], Paris, éd. Soleb, 2013.
- Du haut de ces pyramides... : L'expédition d'Égypte et la naissance de l'égyptologie (1798-1850), [sous la dir. de], Paris, éd. Fage Editions, 2014.
- Imitations, copies et faux dans les domaines pharaonique et de l’Orient ancien, (ouvrage collectif), Paris, éd. Soleb, 2018.
- Bientôt deux siècles, Paris, éd. Collège de France, 2021[11].
- L'archéologue et le diplomate, Paris, Les Belles Lettres, 2025[12].

## Distinctions

### Décorations
- Chevalier de la Légion d'honneur[2].
- Officier de l'ordre national du Mérite[13].
- Commandeur de l'ordre des Palmes académiques[2].

### Récompenses
- Prix Gaston-Maspero de l'Académie des inscriptions et belles-lettres (1989)[2],[14].
- Prix Diane Potier-Boes de l'Académie française (1989)[15].